# 王孙卿
王孙卿（?—?），一作王孙大卿。长安（今陕西省西安市）人。西汉京师富豪。
王孙卿以经营贩豉至巨富，号“长安豉”，家财巨万，再以财养士，与豪杰相交，势倾一方。新朝王莽在位时，王孙卿被任命为京司市师（相当于汉朝司东市令）。